# サルーレ
サルーレ（イタリア語: Sarule）は、イタリア共和国サルデーニャ自治州ヌーオロ県にある、人口約1,700人の基礎自治体（コムーネ）。

## 地理

### 位置・広がり

#### 隣接コムーネ
隣接するコムーネは以下の通り。
- マモイアーダ
- オッロラーイ
- オルツァーイ
- オラーニ
- オッターナ